# 文汇新民联合报业集团
文汇新民联合报业集团（又称文新传媒）是由原文汇报社和新民晚报社于1998年7月25日合并组建而成的新闻媒体集團，为中共上海市委宣传部直属事业单位，实行“党委领导下的社长负责制”。集团成立后，撤销文汇报社、新民晚报社的独立事业单位建制，保留文汇报和新民晚报两家报名，两报分别设置编辑部。原两报报社所属的党群组织、行政管理部门和经营管理部门由报业集团统一重组。集团旗下拥有17份报刊杂志，并在中華人民共和國国外设有分部。
2013年10月28日，文汇新民联合报业集团与解放日报报业集团合并为上海报业集团，同时恢复文汇报社、新民晚报社建制。

## 旗下资产列表
2013年被合并前，文汇新民联合报业集团拥有如下资产：

### 日报
- 文匯報
- 新民晚报
- 东方早报（2016年底出版最后一期）
- 上海日报
- 东方体育日报

### 周报
- 新民晚报社区版家庭周刊
- 新民晚报社区版业主周刊
- 文学报
- 文汇读书周报
- 外滩画报(2015年12月停刊）
- 上海星期三（2009年停刊并转为《新民地铁》）
- 新民地铁（2014年8月与i时代报合并并停刊）
- 行报（原《上海交通报》，主要在杭州及周边地区发行，2013年转至《行周末》继续出版，主管单位也改为南京报业传媒集团，2016年完全停刊）
- 上海家庭报（调整为新民晚报社区版家庭周刊[2]）
- 新民围棋（已停刊）
- 文汇电影时报（已停刊）（NLC 001759725）

### 刊物
- 新民周刊
- 新闻记者 (杂志)
- 萌芽（已转由上海文联管理）
- 上海滩 (杂志)
- 新读写
- 今日上海